# Donja Zaljut
Donja Zaljut (cyr. Доња Заљут) – wieś w Czarnogórze, w gminie Cetynia. W 2011 roku liczyła 27 mieszkańców.